# Логш, Роми
Роми Логш (нем. Romy Logsch, 5 февраля 1982, Риза) — немецкая бобслеистка, разгоняющая, выступает за сборную Германии с 2006 года. Участница зимних Олимпийских игр 2010 года в Ванкувере, трёхкратная чемпионка мира, дважды чемпионка Европы.

## Биография
Роми Логш родилась 5 февраля 1982 года в городе Риза, с детства полюбила спорт, занималась лёгкой атлетикой, в частности, выступала в метании диска. Не сумев добиться в этой дисциплине сколько-нибудь значимых результатов, решила попробовать себя в бобслее и в 2006 году в качестве разгоняющий присоединилась к национальной сборной Германии. Шанс пробиться в элиту появился у неё после того, как в 2007 году травму получила разгоняющая Аня Шнайдерхайнце, и титулованной рулевой Сандре Кириасис срочно понадобилась новая партнёрша. Изначально планировалось, что Логш будет замещать Шнайдерхайнце временно, но вместе девушки начали показывать неплохие результаты, и эту двойку решили оставить в таком составе.
С Кириасис они сразу же одержали победу на чемпионате Европы в итальянском Кортина-д’Ампеццо и взяли золото на мировом первенстве в швейцарском Санкт-Морице. На чемпионате мира 2008 года в Альтенберге Логш пополнила медальную коллекцию ещё одним золотом в двойках, однако на следующий год перешла в стан рулевой Катлин Мартини, с которой в сезоне 2009/10 выиграла почти все этапы Кубка мира, лишь дважды приехав второй. Тем не менее, они пропустили альтенбергский этап, поэтому в общем зачёте по очкам спустились до третьей позиции. Одержав победу на европейском первенстве 2010 года, девушки отправились защищать честь страны на Олимпийские игры в Ванкувер. После трёх спусков шли четвёртыми, но во время последней попытки перевернулись и были дисквалифицированы, оставшись таким образом без медалей.
Вновь Роми Логш заявила о себе в 2011 году, приехав первой на чемпионате мира в Кёнигсзее, однако вскоре уступила в конкурентной борьбе Янине Тишер и перестала принимать участие в крупнейших международных соревнованиях.